# Vicente Leñero
Vicente Leñero (Guadalajara, 9 juni 1933 – Mexico Stad, 3 december 2014) was een Mexicaans schrijver.
Hij studeerde civiele techniek aan de Nationale Autonome Universiteit van Mexico (UNAM) maar koos na zijn afstuderen voor een schrijverscarrière. Zijn eerste roman, La voz adolorida, kwam uit in 1961, twee jaar later gevolgd door Los albañiles, waarvoor hij de Premio Biblioteca Breve ontving en werd geprezen wegens de complexe structuur en symboliek. Op latere leeftijd schakelde hij over naar het schrijven van toneelstukken en introduceerde hij het documentairetoneel in Mexico. Leñero schreef ook het script voor verschillende films, waaronder El callejón de los milagros en El crimen del padre Amaro
- Biblioteca Nacional de España: XX960305
- Bibliothèque nationale de France: cb12080104r (data)
- Catàleg d'autoritats de noms i títols de Catalunya: 981058515610906706
- Gemeinsame Normdatei: 118779419
- International Standard Name Identifier: 0000 0001 2128 1153
- Library of Congress Control Number: n80066895
- Nationale Bibliotheek van Tsjechië: xx0170327
- Nationale Bibliotheek van Polen: a0000001101408
- Nederlandse Thesaurus van Auteursnamen: 070880581
- Istituto Centrale per il Catalogo Unico: MILV095338
- Système universitaire de documentation: 029105900
- Virtual International Authority File: 36943222
- WorldCat: E39PBJmxTkrTwhBMwYhm4r3bBP